# Raúl Zurita

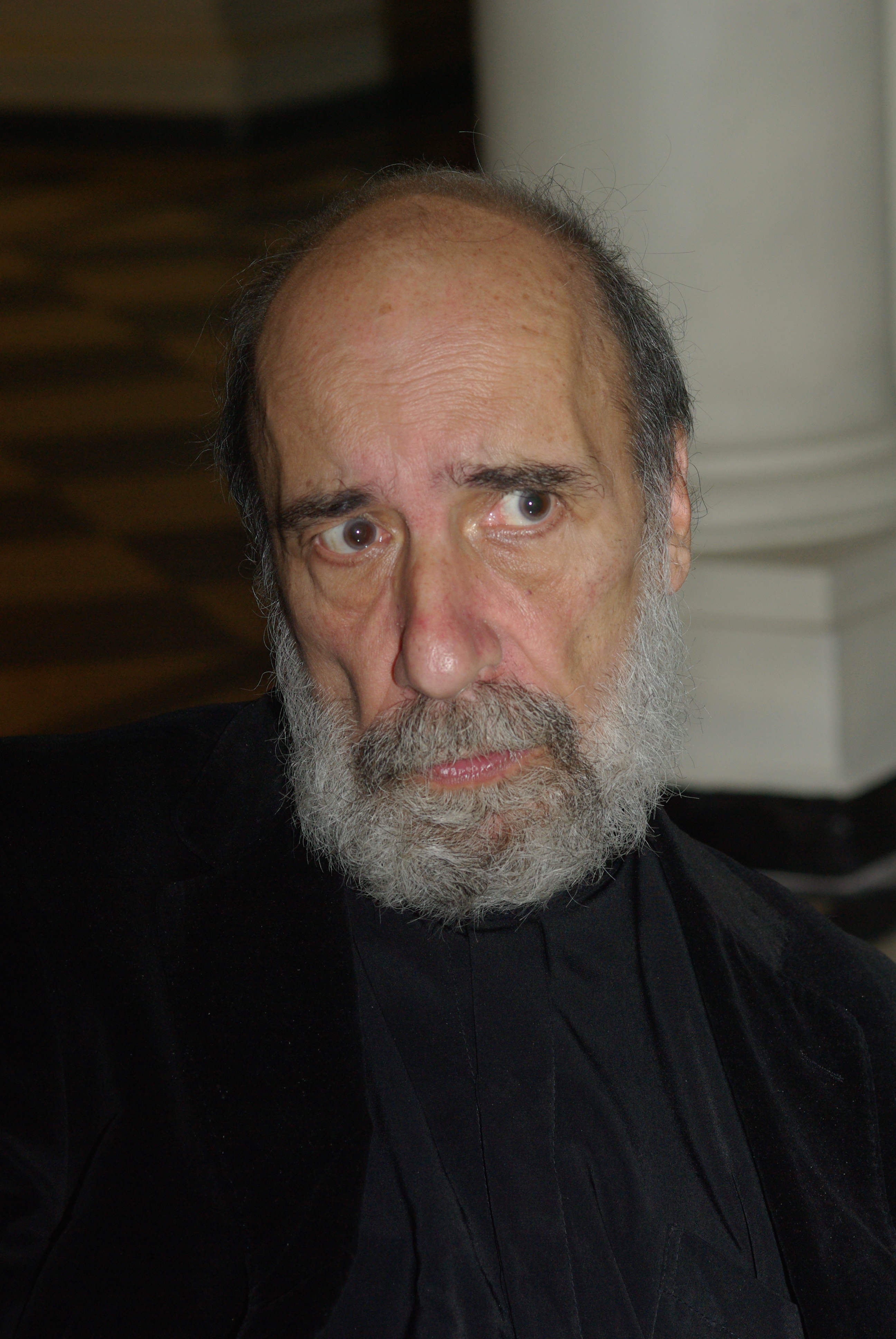
Raúl Zurita (2013)

Raúl Zurita (* 1950 in Santiago de Chile) ist ein chilenischer Dichter, Universitätsprofessor und Ingenieur. Er gehört zu einer Generation von Dichtern, die sich um 1970 von dem großen Vorbild Pablo Nerudas deutlich absetzten. Sein Werk ist unter anderem durch die chilenische Diktatur geprägt.

## Werke (Auswahl)
- Fegefeuer (1979)
- Vorhimmel (1982)
- Das neue Leben (1993)

## Auszeichnungen
- Guggenheim-Stipendium (1984)
- Pablo-Neruda-Preis (1988)
- Goldener-Perikles-Preis (1994)
- Chilenischer Staatspreis für Literatur (2000)